# Parc Nacional del Serengeti
El Parc Nacional del Serengeti (en anglès, Serengeti National Park) és un parc nacional de grans proporcions a Tanzània, a l'Àfrica oriental. És famós per les migracions anuals d'1,5 milions de nyus i 250.000 Zebres. El Parc Nacional del Serengeti va ser declarat Patrimoni de la Humanitat per la UNESCO el 1981.
Els cinc grans animals del parc, així triats pels caçadors des de fa anys, són el lleó, el lleopard, l'elefant, el rinoceront i el búfal del Cap. El parc també és llar de hienes, guepards, zebres i aus rapinyaires i moltes altres espècies. A prop del parc, es troba a la gorja d'Olduvai, on s'han trobat molts fòssils i artefactes d'homínids. El parc és limítrof amb la zona de conservació de Ngorongoro, que forma part del gran ecosistema de l'ecoregió del Serengeti.

## Història
El poble Maasai havien pasturat el seu bestiar a les planes de l'est de la regió de Mara, al que van anomenar "plana sense fi", de prop de dos-cents anys, quan el primer explorador europeu, austríac Oscar Baumann, va visitar la zona el 1892. El nom "Serengeti" és una aproximació de la paraula usada pels Maasai per descriure l'àrea, serengeti, que significa "el lloc on la terra s'estén per sempre".
A causa de la caça de lleons els varen fer escassejar, l'administració colonial britànica va fer una reserva de caça parcial de (3,2 km 2) a la zona el 1921 i una de total el 1929. Aquestes accions van ser la base per al Parc Nacional del Serengeti, que va ser establert el 1951.
El Serengeti es va fer famós després de la feina inicial de Bernhard Grzimek i el seu fill Michael a la dècada de 1950. Junts, van produir el llibre i la pel·lícula Serengeti darf nicht sterben (El Serengeti no ha de morir), àmpliament reconeguda com una de les primeres peces més importants de la conservació de la natura documental.
Per preservar la vida silvestre, els britànics van desallotjar els Maasai residents del parc el 1959 i els va traslladar a la zona de conservació de Ngorongoro. Encara existeix una considerable controvèrsia al voltant d'aquest moviment, amb afirmacions de la coacció i l'engany per part de les autoritats colonials.
El parc és el parc nacional més antic de Tanzània i encara és el vaixell insígnia de la indústria turística del país, proporcionant una gran atracció per al Circuit Safari del Nord que abasta el Parc Nacional Llac Manyara, Parc Nacional de Tarangire, Parc Nacional d'Arusha i la Zona de conservació de l'Ngorongoro. Compta amb més de 2.500 lleons i més d'1 milió de nyus.

## Geografia
El parc cobreix 14.750 km² de planes de pastures, sabanes, boscos de ribera i boscos. El parc es troba al nord-oest de Tanzània, limita al nord amb la frontera amb Kenya, on continua amb la Reserva Nacional Masai Mara. Al sud-est del parc es troba l'Àrea de Conservació de Ngorongoro, al sud-oest es troba la reserva de caça de Maswa, a l'oest hi ha les reserves de caça d'Ikorongo i Grumeti, i al nord-est i a l'est s'uneix a la zona controlada de caça de Loliondo. En conjunt, aquestes àrees formen el major ecosistema del Serengeti.
El parc es considera generalment dividit en tres regions,
- Les planes del Serengeti: la praderia gairebé sense arbres del sud és l'escenari més emblemàtic del parc. Aquí és on els nyus, es mantenen a les planes de desembre a maig. Altres animals ungulats com, la zebra, la gasela, l'impala, el búbal, el topi, els búfals,els antílops aquàtics també venen en grans quantitats durant l'estació humida. Els "Kopjes" són formacions de granit que són molt comunes a la regió, i són grans llocs d'observació per als depredadors, així com un refugi per damans i pitons.
- El corredor occidental: el sòl argilós negre cobreix la sabana pantanosa d'aquesta regió.Al riu Grumeti hi habiten cocodrils del Nil, micos colobos, hipopòtams, i àguiles marcials. La migració passa a través de maig a juliol.
- Nord del Serengeti: el paisatge està dominat per boscos oberts (predominantment Commiphora) i turons, que van des de Seronera al sud fins al riu Mara a la frontera amb Kenya. A part dels nyus i les zebres migratòries (que va entre juliol i agost, fins al novembre), la sabana arbustiva és el millor lloc per trobar-hi elefants, girafes, i Dic-dic.

Els assentaments humans està prohibit al parc amb l'excepció del personal de l'Autoritat de Parcs Nacionals de Tanzània, els investigadors, el personal de la Societat Zoològica de Frankfurt, i el personal dels refugis, càmpings i diversos hotels. El principal assentament és Seronera, que alberga la major part del personal d'investigació i de la seu principal del parc, inclosa la seva pista d'aterratge principal.

## Vida salvatge

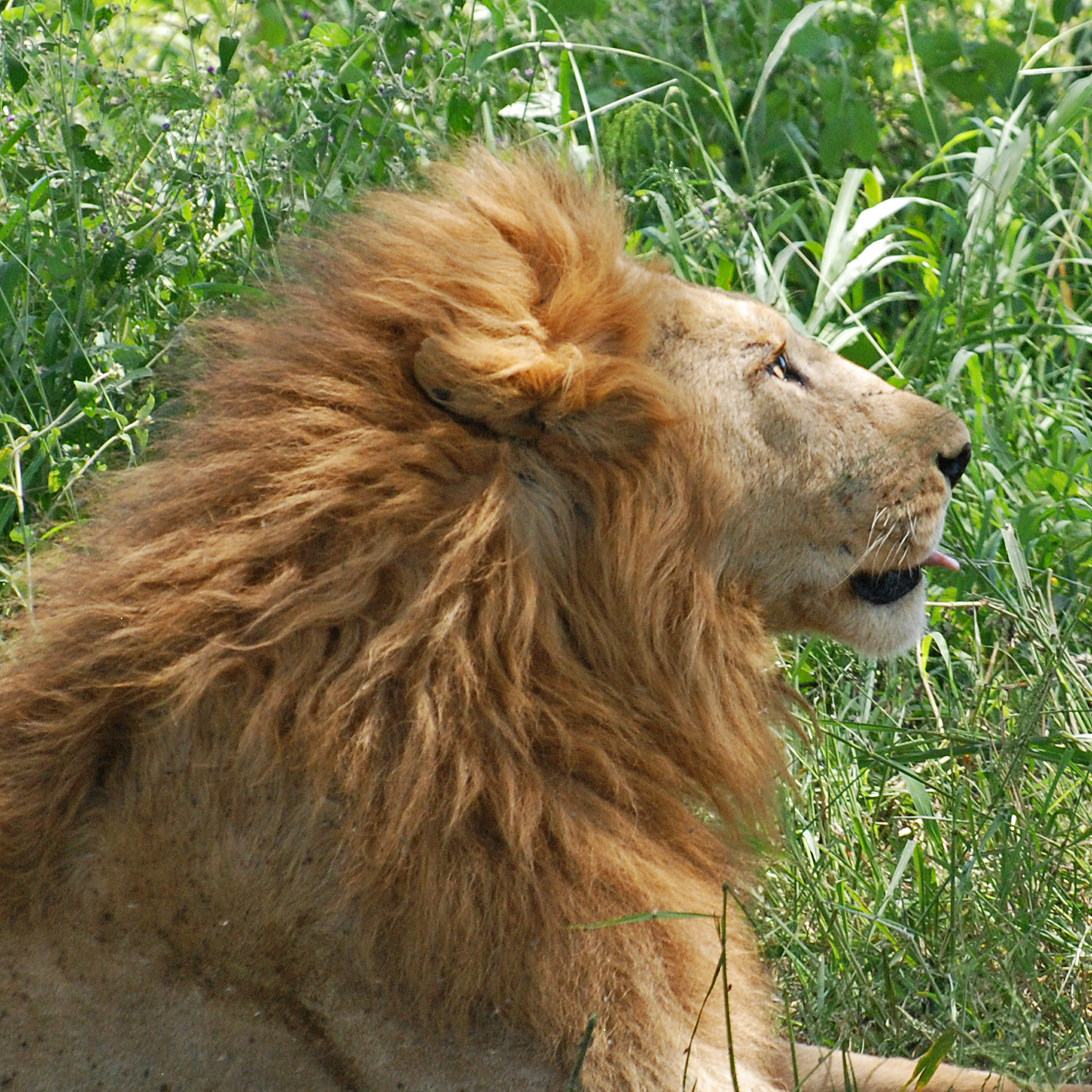
Lleó al parc

Així com la migració d'ungulats, el parc és conegut per la salut de la seva fauna resident, en particular el que s'anomena com a "cinc grans", anomenat així pels cinc trofeus més preuats pels caçadors:
- Lleó massai: Al Serengeti es creu que hi ha la major població de lleons a l'Àfrica, degut en part a l'abundància d'espècies de presa. Més de 3.000 lleons viuen en aquest ecosistema.[13]
- Lleopard: Aquests depredadors solitaris s'observen amb freqüència a la regió de Seronera, però estan presents en tot el parc nacional amb la població al voltant de 1.000.[14]
- Elefant africà de sabana: Els ramats estan recuperant des dels mínims de població a la dècada de 1980 causats per la caça furtiva i es troben principalment en les regions del nord del parc.[15]
- Rinoceront negre: es troba principalment al voltant de les llomes al centre del parc, molt pocs exemplars es mantenen a causa de la caça furtiva desenfrenada. Els individus de la reserva de Masai Mara creuen la frontera i entren al parc Serengeti de la secció nord a vegades.[16]
- Búfal africà:Amb poblacions abundants i sanes.[17]

El parc també s'hi trobem moltes altres espècies, incloent-hi les gaseles de Thomson i de Grant, topi, elands, antílops aquàtics, hiena tacada, la hiena ratllada, el babuí,l'impala, el gos salvatge de l'Àfrica Oriental, i la girafa del Masai. El parc també compta amb prop de 500 espècies d'aus, incloent-hi estruç, ocell secretari, pioc salvatge kori, grua coronada, marabú, àguila marcial, Agapornis, i moltes espècies de voltors.

## Administració i protecció
A causa de la seva importància ecològica i la biodiversitat, el parc ha estat inclòs per l'ONU en el programa per a l'Educació, la Ciència i la Cultura com a patrimoni de la humanitat. Com parc nacional, està designada com una àrea protegida de la categoria II sota el sistema desenvolupat per la Unió Internacional per a la Conservació de la Natura, el que significa que s'ha de dotar ja sigui a través d'un instrument legal o d'un altre mitjà eficaç, per tal de protegir l'ecosistema o els processos ecològics en conjunt.
L'òrgan d'administració per a tots els parcs de Tanzània és l'Autoritat de Parcs Nacionals de Tanzània. Myles Turner va ser un dels primers guardes de caça del parc i se li atribueix haver posat la caça furtiva desenfrenada sota control. La seva autobiografia, My Serengeti Years: The Memoirs of an African Game Warden (Els meus anys al Serengeti: memòries d'un guarda de caça africana), ofereix una història detallada dels primers anys del parc.
"Instantània del Serengeti" és un projecte de ciències per la Universitat de Minnesota Projecte Lleó, que pretén classificar més de 30 espècies d'animals dins el parc usant 225 càmeres trampa per comprendre millor com interactuen entre si i amb els lleons.

## Proposta d'ampliació dels límits del parc al llac Victòria
Els funcionaris del govern han proposat d'ampliar el Parc Nacional del Serengeti per arribar al Llac Victòria, perquè sequeres cada vegada més intenses estan amenaçant la supervivència de milions d'animals.